# Йогануті
«Йогануті» (англ. Yoga Hosers) — американський комедійний фільм-хоррор, знятий Кевіном Смітом. Світова прем'єра стрічки відбулась 24 січня 2016 року на Санденському міжнародному кінофестивалі, а в Україні — 28 липня 2016 року. Фільм розповідає про двох 15-річних дівчат з Манітоби, які після провальних спроб потрапити на вечірку старшокласників об'єднуються з мисливцем за головами для боротьби з стародавнімі силами зла.
Фільм є спінофом іншого фільму Кевіна Сміта 2014 року — «Бивень», і другим в трилогії «Справжня північ».

## У ролях
- Гарлі Квін Сміт — Коллін Мак-Кензі
- Лілі-Роуз Депп — Коллін Коллетт
- Джонні Депп — Гай Лапойнт
- Джастін Лонг — Йогі Байєр
- Остін Батлер — Хантер Каллоуей
- Адам Броуді — Ічабод
- Наташа Лайонн — Табіта
- Гейлі Джоел Осмент — Адрієн Аркан
- Ванесса Параді — місіс Моріс
- Тайлер Поузі — Гордон Грінліф
- Джейсон Мьюз — поліцейський
- Кевін Сміт — The Bratzis
- Кевін Конрой — канадський бетмен
- Стен Лі — диспетчер